# Quatrième circonscription de l'Oise
La quatrième circonscription de l'Oise est l'une des sept circonscriptions législatives françaises que compte le département de l'Oise (60) situé en région Hauts-de-France.

## Description géographique et démographique
La quatrième circonscription de l'Oise est délimitée par le découpage électoral de la loi n°86-1197 du 24 novembre 1986
, elle regroupe les divisions administratives suivantes :
- Canton de Betz
- Canton de Chantilly
- Canton de Nanteuil-le-Haudouin
- Canton de Pont-Sainte-Maxence
- Canton de Senlis.

D'après le recensement général de la population en 1999, réalisé par l'Institut national de la statistique et des études économiques (INSEE), la population totale de cette circonscription est estimée à 121 314 habitants,.

## Historique des députations
| Législature | Début de mandat | Fin de mandat  | Député          | Parti politique | Observations                                                                                                  |
| ----------- | --------------- | -------------- | --------------- | --------------- | --- |
| IXe         | 23 juin 1988    | 1er avril 1993 | Arthur Dehaine  | RPR             | |
| Xe          | 2 avril 1993    | 21 avril 1997  | Arthur Dehaine, | RPR,            | Mandat écourté à la suite d'une dissolution parlementaire décidée par Jacques Chirac.                         |
| XIe         | 12 juin 1997    | 18 juin 2002   | Arthur Dehaine, | RPR,            | |
| XIIe        | 19 juin 2002    | 19 juin 2007   | Éric Woerth,    | UMP,            | |
| XIIIe       | 20 juin 2007    | 19 juin 2012   | Éric Woerth     | UMP             | |
| XIVe        | 20 juin 2012    | 20 juin 2017   | Éric Woerth     | UMP → LR        | |
| XVe         | 21 juin 2017    | 21 juin 2022   | Éric Woerth     | LR → LREM       | Quitte le groupe LR à la suite de son ralliement à Emmanuel Macron lors de l'élection présidentielle de 2022. |
| XVIe        | 22 juin 2022    | 9 juin 2024    | Éric Woerth     | RE              | Mandat écourté à la suite d'une dissolution parlementaire décidée par Emmanuel Macron.                        |

## Historique des élections

### Élections de 1988
| Candidat       | Candidat                     | Parti          | Premier tour | Premier tour | Second tour | Second tour |  |
| Candidat       | Candidat                     | Parti          | Voix         | %            | Voix        | %           |  |
| -------------- | ---------------------------- | -------------- | ------------ | ------------ | ----------- | ----------- |  |
|                | Arthur Dehaine sortant réélu | RPR (URC)      | 21 466       | 49,93        | 26 766      | 54,71       |  |
|                | Jean-Pierre Hanniet          | PS             | 12 182       | 28,34        | 22 154      | 45,29       |  |
|                | Madeleine Delacommune        | FN             | 4 956        | 11,53        |             |             |  |
|                | Serge Macudzinski            | PCF            | 4 388        | 10,21        |             |             |  |
|                |                              |                |              |              |             |             |  |
| Inscrits       | Inscrits                     | Inscrits       | 70 815       | 100,00       | 70 798      | 100,00      |  |
| Abstentions    | Abstentions                  | Abstentions    | 23 776       | 33,57        | 20 906      | 29,53       |  |
| Votants        | Votants                      | Votants        | 47 039       | 66,43        | 49 892      | 70,47       |  |
| Blancs et nuls | Blancs et nuls               | Blancs et nuls | 4 047        | 8,6          | 972         | 1,95        |  |
| Exprimés       | Exprimés                     | Exprimés       | 42 992       | 91,4         | 48 920      | 98,05       |  |

Le suppléant d'Arthur Dehaine était Yves Pingeot, maire de Verberie.

### Élections de 1993
| Candidat       | Candidat                     | Parti          | Premier tour | Premier tour | Second tour | Second tour |  |
| Candidat       | Candidat                     | Parti          | Voix         | %            | Voix        | %           |  |
| -------------- | ---------------------------- | -------------- | ------------ | ------------ | ----------- | ----------- |  |
|                | Arthur Dehaine sortant réélu | RPR (UPF)      | 23 084       | 45,65        | 28 308      | 69,51       |  |
|                | Philippe Evrard              | FN             | 8 784        | 17,37        | 12 417      | 30,49       |  |
|                | Olivier Deuil                | PS (ADFP)      | 5 929        | 11,73        |             |             |  |
|                | Gérard Palteau               | GÉ (EÉ)        | 4 776        | 9,44         |             |             |  |
|                | Serge Macudzinski            | PCF            | 3 955        | 7,82         |             |             |  |
|                | Gilberte Sacré               | LT-LNÉ         | 1 677        | 3,32         |             |             |  |
|                | Georges Hilmoine             | Divers droite  | 1 153        | 2,28         |             |             |  |
|                | Charles Sèbe                 | UDI            | 542          | 1,07         |             |             |  |
|                | Jean-Michel Martinaud        | Divers droite  | 370          | 0,73         |             |             |  |
|                | Nicolas Mettra               | Divers         | 297          | 0,59         |             |             |  |
|                |                              |                |              |              |             |             |  |
| Inscrits       | Inscrits                     | Inscrits       | 76 324       | 100,00       | 76 298      | 100,00      |  |
| Abstentions    | Abstentions                  | Abstentions    | 23 562       | 30,87        | 27 839      | 36,49       |  |
| Votants        | Votants                      | Votants        | 52 762       | 69,13        | 48 459      | 63,51       |  |
| Blancs et nuls | Blancs et nuls               | Blancs et nuls | 2 195        | 4,16         | 7 734       | 15,96       |  |
| Exprimés       | Exprimés                     | Exprimés       | 50 567       | 95,84        | 40 725      | 84,04       |  |

Le suppléant d'Arthur Dehaine était Yves Pingeot.

### Élections de 1997
| Candidat       | Candidat                     | Parti          | Premier tour | Premier tour | Second tour | Second tour |  |
| Candidat       | Candidat                     | Parti          | Voix         | %            | Voix        | %           |  |
| -------------- | ---------------------------- | -------------- | ------------ | ------------ | ----------- | ----------- |  |
|                | Arthur Dehaine sortant réélu | RPR            | 17 635       | 34,84        | 26 161      | 47,69       |  |
|                | Jacques Dray                 | PS             | 11 181       | 22,09        | 20 209      | 36,84       |  |
|                | Philippe Evrard              | FN             | 10 206       | 20,16        | 8 487       | 15,47       |  |
|                | Serge Salomon                | PCF            | 3 647        | 7,2          |             |             |  |
|                | Lucien Scoffham              | GÉ             | 2 082        | 4,11         |             |             |  |
|                | Daniel Couturet              | LDI (MPF)      | 1 964        | 3,88         |             |             |  |
|                | Franck Plain                 | LO             | 1 693        | 3,34         |             |             |  |
|                | Louis Perrier                | Les Verts      | 1 416        | 2,8          |             |             |  |
|                | Georges Brossaud             | US4J           | 796          | 1,57         |             |             |  |
|                |                              |                |              |              |             |             |  |
| Inscrits       | Inscrits                     | Inscrits       | 78 162       | 100,00       | 78 158      | 100,00      |  |
| Abstentions    | Abstentions                  | Abstentions    | 25 504       | 32,63        | 21 667      | 27,72       |  |
| Votants        | Votants                      | Votants        | 52 658       | 67,37        | 56 491      | 72,28       |  |
| Blancs et nuls | Blancs et nuls               | Blancs et nuls | 2 038        | 3,87         | 1 634       | 2,89        |  |
| Exprimés       | Exprimés                     | Exprimés       | 50 620       | 96,13        | 54 857      | 97,11       |  |

Le suppléant d'Arthur Dehaine était Éric Woerth, maire de Chantilly, Vice-Président du Conseil régional de Picardie.

### Élections de 2002
| Candidat       | Candidat                 | Parti          | Premier tour | Premier tour | Second tour | Second tour |  |
| Candidat       | Candidat                 | Parti          | Voix         | %            | Voix        | %           |  |
| -------------- | ------------------------ | -------------- | ------------ | ------------ | ----------- | ----------- |  |
|                | Éric Woerth élu          | UMP            | 22 700       | 44,62        | 28 973      | 64,14       |  |
|                | Delphine Schwindenhammer | Les Verts (PS) | 10 527       | 20,69        | 16 200      | 35,86       |  |
|                | Nadine Moutel            | FN             | 7 888        | 15,5         |             |             |  |
|                | Philippe Boulland        | Divers droite  | 2 399        | 4,72         |             |             |  |
|                | Jean-Christophe Canter   | Divers droite  | 2 174        | 4,27         |             |             |  |
|                | Jacqueline Léonard       | PCF            | 1 659        | 3,26         |             |             |  |
|                | Loïc Abrassart           | LCR            | 914          | 1,8          |             |             |  |
|                | Marie-Thérèse Kubera     | LO             | 820          | 1,61         |             |             |  |
|                | Didier Durouchoux        | MPF            | 661          | 1,3          |             |             |  |
|                | Jean-Marie Carlhian      | MNR            | 639          | 1,26         |             |             |  |
|                | Bernard Hédin            | CPNT           | 496          | 0,97         |             |             |  |
|                |                          |                |              |              |             |             |  |
| Inscrits       | Inscrits                 | Inscrits       | 83 674       | 100,00       | 83 667      | 100,00      |  |
| Abstentions    | Abstentions              | Abstentions    | 31 834       | 38,05        | 36 751      | 43,93       |  |
| Votants        | Votants                  | Votants        | 51 840       | 61,95        | 46 916      | 56,07       |  |
| Blancs et nuls | Blancs et nuls           | Blancs et nuls | 963          | 1,86         | 1 743       | 3,72        |  |
| Exprimés       | Exprimés                 | Exprimés       | 50 877       | 98,14        | 45 173      | 96,28       |  |

Le suppléant d'Éric Woerth était Christian Patria, conseiller général du canton de Senlis, adjoint au maire de Senlis, agriculteur. Christian Patria remplaça Eric Woerth, nommé membre du gouvernement, du 1er mai 2004 au 15 juillet 2005, date à laquelle il démissionna.

### Élections partielles de 2005
| Candidat       | Candidat                  | Parti          | Premier tour | Premier tour | Second tour | Second tour |  |
| Candidat       | Candidat                  | Parti          | Voix         | %            | Voix        | %           |  |
| -------------- | ------------------------- | -------------- | ------------ | ------------ | ----------- | ----------- |  |
|                | Éric Woerth sortant réélu | UMP            | 10 867       | 48,31        | 13 535      | 58,4        |  |
|                | Jean-Paul Douet           | PS             | 5 633        | 25,04        | 9 641       | 41,6        |  |
|                | Elisabeth Boussard        | FN             | 2 863        | 12,73        |             |             |  |
|                | Serge Macudzinski         | PCF            | 1 738        | 7,73         |             |             |  |
|                | Delphine Schwindenhammer  | Les Verts      | 1 394        | 6,20         |             |             |  |
|                |                           |                |              |              |             |             |  |
| Inscrits       | Inscrits                  | Inscrits       | 84 163       | 100,00       | 84 158      | 100,00      |  |
| Abstentions    | Abstentions               | Abstentions    | 61 038       | 72,52        | 59 939      | 71,22       |  |
| Votants        | Votants                   | Votants        | 23 125       | 27,48        | 24 219      | 28,78       |  |
| Blancs et nuls | Blancs et nuls            | Blancs et nuls | 630          | 2,72         | 1 043       | 4,31        |  |
| Exprimés       | Exprimés                  | Exprimés       | 22 495       | 97,28        | 23 176      | 95,69       |  |

### Élections de 2007
|                | Éric Woerth sortant réélu | UMP            | 28 819 | 57,4   |  |  |  |
|                | Martine Charles           | PS             | 9 514  | 18,95  |  |  |  |
|                | Elisabeth Boussard        | FN             | 2 913  | 5,8    |  |  |  |
|                | William Castel            | UDF–MoDem      | 2 385  | 4,75   |  |  |  |
|                | Delphine Schwindenhammer  | Les Verts      | 1 410  | 2,81   |  |  |  |
|                | Hayat Bensaria-Govaerts   | PCF            | 1 213  | 2,42   |  |  |  |
|                | Christian Delie           | MPF            | 976    | 1,94   |  |  |  |
|                | Claude Rousset            | LCR            | 890    | 1,77   |  |  |  |
|                | Yann Denis                | MHAN           | 684    | 1,36   |  |  |  |
|                | Catherine Chemineau       | LO             | 494    | 0,98   |  |  |  |
|                | Nicole Perucca            | MNR            | 355    | 0,71   |  |  |  |
|                | Élisabeth Jarry           | Divers         | 338    | 0,67   |  |  |  |
|                | Chrystelle Vanstaevel     | MRC            | 220    | 0,44   |  |  |  |
|                |                           |                |        |        |  |  |  |
| Inscrits       | Inscrits                  | Inscrits       | 88 982 | 100,00 |  |  |  |
| Abstentions    | Abstentions               | Abstentions    | 37 987 | 42,69  |  |  |  |
| Votants        | Votants                   | Votants        | 50 995 | 57,31  |  |  |  |
| Blancs et nuls | Blancs et nuls            | Blancs et nuls | 784    | 1,54   |  |  |  |
| Exprimés       | Exprimés                  | Exprimés       | 50 211 | 98,46  |  |  |  |

### Élections de 2012
| Candidat       | Candidat                  | Parti                         | Premier tour | Premier tour | Second tour | Second tour |  |
| Candidat       | Candidat                  | Parti                         | Voix         | %            | Voix        | %           |  |
| -------------- | ------------------------- | ----------------------------- | ------------ | ------------ | ----------- | ----------- |  |
|                | Éric Woerth sortant réélu | UMP                           | 20 518       | 40,17        | 27 069      | 59,23       |  |
|                | Patrick Canon             | EÉLV (PS)                     | 13 913       | 27,24        | 18 636      | 40,77       |  |
|                | Mylène Troszczynski       | RBM (FN)                      | 10 608       | 20,77        |             |             |  |
|                | Séverine Berger           | FG (PCF)                      | 2 593        | 5,08         |             |             |  |
|                | Alexandre Babilotte-Baske | CpF (MoDem)                   | 1 499        | 2,93         |             |             |  |
|                | Philippe Hervieu          | AC                            | 570          | 1,12         |             |             |  |
|                | Jean-Philippe Préau       | CNIP                          | 505          | 0,99         |             |             |  |
|                | Anita Auvray-Froment      | PCD                           | 487          | 0,95         |             |             |  |
|                | Catherine Chemineau       | LO                            | 382          | 0,75         |             |             |  |
|                | Tristan Le Joncour        | Divers (Mouvement anti-radar) | 0            | 0,00         |             |             |  |
|                |                           |                               |              |              |             |             |  |
| Inscrits       | Inscrits                  | Inscrits                      | 90 399       | 100,00       | 90 388      | 100,00      |  |
| Abstentions    | Abstentions               | Abstentions                   | 38 637       | 42,74        | 42 616      | 47,15       |  |
| Votants        | Votants                   | Votants                       | 51 762       | 57,26        | 47 772      | 52,85       |  |
| Blancs et nuls | Blancs et nuls            | Blancs et nuls                | 687          | 1,33         | 2 067       | 4,33        |  |
| Exprimés       | Exprimés                  | Exprimés                      | 51 075       | 98,67        | 45 705      | 95,67       |  |

### Élections de 2017
Les élections législatives françaises de 2017 ont eu lieu les dimanches 11 et 18 juin 2017.
|                                                                         |                                                                                      |                           |                           |                          |                          |
|                                                                         |                                                                                      | Premier tour 11 juin 2017 | Premier tour 11 juin 2017 | Second tour 18 juin 2017 | Second tour 18 juin 2017 |
|                                                                         |                                                                                      |                           |                           |                          |                          |
|                                                                         |                                                                                      | Nombre                    | % des inscrits            | Nombre                   | % des inscrits           |
| Inscrits                                                                | Inscrits                                                                             | 92 605                    | 100,00                    | 92 500                   | 100,00                   |
| Abstentions                                                             | Abstentions                                                                          | 47 060                    | 50,82                     | 51 772                   | 55,97                    |
| Votants                                                                 | Votants                                                                              | 45 545                    | 49,18                     | 40 728                   | 44,03                    |
|                                                                         |                                                                                      |                           | % des votants             |                          | % des votants            |
| Bulletins blancs                                                        | Bulletins blancs                                                                     | 535                       | 1,17                      | 2 487                    | 6,11                     |
| Bulletins nuls                                                          | Bulletins nuls                                                                       | 184                       | 0,40                      | 929                      | 2,28                     |
| Suffrages exprimés                                                      | Suffrages exprimés                                                                   | 44 826                    | 98,42                     | 37 312                   | 91,61                    |
|                                                                         |                                                                                      |                           |                           |                          |                          |
| Candidat Étiquette politique (partis et alliances)                      | Candidat Étiquette politique (partis et alliances)                                   | Voix                      | % des exprimés            | Voix                     | % des exprimés           |
|                                                                         |                                                                                      |                           |                           |                          |                          |
|                                                                         | Stéphanie Lozano La République en marche                                             | 15 607                    | 34,82                     | 17 916                   | 48,02                    |
|                                                                         | Éric Woerth (député sortant) Les Républicains (Union des démocrates et indépendants) | 12 407                    | 27,68                     | 19 396                   | 51,98                    |
|                                                                         | Mylène Troszczynski Front national                                                   | 8 287                     | 18,49                     |                          |                          |
|                                                                         | Martin Battaglia La France insoumise                                                 | 3 035                     | 6,77                      |                          |                          |
|                                                                         | Martine Bernard Europe Écologie Les Verts                                            | 1 605                     | 3,58                      |                          |                          |
|                                                                         | Caroline Brebant Parti communiste français                                           | 1 206                     | 2,69                      |                          |                          |
|                                                                         | Luc Wilquin Écologiste (Mouvement 100 %)                                             | 823                       | 1,84                      |                          |                          |
|                                                                         | Anne Sébire Debout la France                                                         | 755                       | 1,68                      |                          |                          |
|                                                                         | Yann Leyris Divers droite (Nous Citoyens)                                            | 444                       | 0,99                      |                          |                          |
|                                                                         | Véronique Dao Castes Divers (Union populaire républicaine)                           | 343                       | 0,77                      |                          |                          |
|                                                                         | Caroline Dasini Lutte ouvrière                                                       | 314                       | 0,70                      |                          |                          |
| Source : Ministère de l'Intérieur - Quatrième circonscription de l'Oise |                                                                                      |                           |                           |                          |                          |

### Élections de 2022
|                                                    |                                                                                      |                           |                           |                          |                          |
|                                                    |                                                                                      | Premier tour 12 juin 2022 | Premier tour 12 juin 2022 | Second tour 19 juin 2022 | Second tour 19 juin 2022 |
|                                                    |                                                                                      |                           |                           |                          |                          |
|                                                    |                                                                                      | Nombre                    | % des inscrits            | Nombre                   | % des inscrits           |
| Inscrits                                           | Inscrits                                                                             | 93 547                    | 100                       | 93 576                   | 100                      |
| Abstentions                                        | Abstentions                                                                          | 48 056                    | 51,37                     | 50 976                   | 54,48                    |
| Votants                                            | Votants                                                                              | 45 491                    | 48,63                     | 42 600                   | 45,52                    |
|                                                    |                                                                                      |                           | % des votants             |                          | % des votants            |
| Bulletins blancs                                   | Bulletins blancs                                                                     | 680                       | 1,49                      | 2709                     | 6,36                     |
| Bulletins nuls                                     | Bulletins nuls                                                                       | 209                       | 0,46                      | 882                      | 2,07                     |
| Suffrages exprimés                                 | Suffrages exprimés                                                                   | 44 602                    | 98,05                     | 39 009                   | 91,57                    |
|                                                    |                                                                                      |                           |                           |                          |                          |
| Candidat Étiquette politique (partis et alliances) | Candidat Étiquette politique (partis et alliances)                                   | Voix                      | % des exprimés            | Voix                     | % des exprimés           |
|                                                    |                                                                                      |                           |                           |                          |                          |
|                                                    | Éric Woerth* Ensemble                                                                | 12 044                    | 27,00                     | 21 201                   | 54,35                    |
|                                                    | Audrey Havez Rassemblement national                                                  | 10 772                    | 24,15                     | 17 808                   | 45,65                    |
|                                                    | Mohamed Assamti Nouvelle Union populaire écologique et sociale (La France insoumise) | 7 883                     | 17,67                     |                          |                          |
|                                                    | Arnaud Dumontier Les Républicains                                                    | 5 950                     | 13,34                     |                          |                          |
|                                                    | Laurent Meeschaert Reconquête                                                        | 2 713                     | 6,08                      |                          |                          |
|                                                    | Sophie Reynal Les écologistes avec la Majorité Présidentielle                        | 2 583                     | 5,79                      |                          |                          |
|                                                    | Thierry Bedossa Parti animaliste                                                     | 1 018                     | 2,28                      |                          |                          |
|                                                    | Pierre Da Silva Moreira Droite souverainiste Debout la France                        | 603                       | 1,35                      |                          |                          |
|                                                    | Caroline Dasini Lutte ouvrière                                                       | 475                       | 1,06                      |                          |                          |
|                                                    | Frédéric Fabre Le Peuple de France                                                   | 208                       | 0,47                      |                          |                          |
|                                                    | Noël Ngabissio Écologistes                                                           | 188                       | 0,42                      |                          |                          |
|                                                    | Xavier Bassinot Divers droite                                                        | 140                       | 0,31                      |                          |                          |
|                                                    | Loïc Landwerlin Droite souverainiste                                                 | 25                        | 0,06                      |                          |                          |
| * Député sortant                                   |                                                                                      |                           |                           |                          |                          |

### Élections de 2024
| Candidat                 | Candidat                 | Parti et coalition       | Nuance                   | Premier tour | Premier tour | Second tour | Second tour |
| Candidat                 | Candidat                 | Parti et coalition       | Nuance                   | Voix         | %            | Voix        | %           |
| ------------------------ | ------------------------ | ------------------------ | ------------------------ | ------------ | ------------ | ----------- | ----------- |
|                          | Mathieu Grimpret         | RN                       | RN                       | 25 093       | 40,23        | 28 026      | 46,55       |
|                          | Éric Woerth              | RE (ENS)                 | ENS                      | 18 646       | 29,89        | 32 174      | 53,45       |
|                          | Mohamed Assamti          | LFI (NFP)                | UG                       | 10 644       | 17,06        |             |             |
|                          | Jean Lefèvre             | LR (UDC)                 | LR                       | 3 942        | 6,32         |             |             |
|                          | Sophie Reynal            | AC (LC)                  | DVC                      | 2 157        | 3,46         |             |             |
|                          | Jean-Claude Casas        | REC                      | REC                      | 772          | 1,24         |             |             |
|                          | Caroline Dasini          | LO                       | EXG                      | 422          | 0,68         |             |             |
|                          | Noël Ngabissio           | SE                       | ECO                      | 422          | 0,68         |             |             |
|                          | Augusto Fernandes        | DLF                      | DSV                      | 280          | 0,45         |             |             |
|                          |                          |                          |                          |              |              |             |             |
| Suffrages exprimés       | Suffrages exprimés       | Suffrages exprimés       | Suffrages exprimés       | 62 378       | 97,90        | 60 200      | 95,33       |
| Votes blancs             | Votes blancs             | Votes blancs             | Votes blancs             | 955          | 1,50         | 2 246       | 3,56        |
| Votes nuls               | Votes nuls               | Votes nuls               | Votes nuls               | 385          | 0,60         | 700         | 1,11        |
| Total                    | Total                    | Total                    | Total                    | 63 718       | 100          | 63 146      | 100         |
| Abstention               | Abstention               | Abstention               | Abstention               | 30 465       | 32,35        | 31 060      | 32,97       |
| Inscrits / participation | Inscrits / participation | Inscrits / participation | Inscrits / participation | 94 183       | 67,65        | 94 206      | 67,03       |

La suppléante d'Éric Woerth est Véronique Ludmann, directrice d'école, adjointe au maire de Senlis.

#### Département de l'Oise
- La fiche de l'INSEE de cette circonscription : « Tableaux et Analyses de la quatrième circonscription de l'Oise », sur insee.fr, site de l'Institut national de la statistique et des études économiques (consulté le 10 juin 2007) [PDF]

- « Tous les députés du département de l'Oise depuis 1789 » [archive du 30 septembre 2007], sur assemblee-nationale.fr, site de l'Assemblée nationale française (consulté le 10 juin 2007)

- « Informations contentieuses sur le département de l'Oise (Élections législatives de 2002) »(Archive.org • Wikiwix • Archive.is • Google • Que faire ?), sur conseil-constitutionnel.fr, site du Conseil constitutionnel (consulté le 13 juin 2007)

#### Circonscriptions en France
- « Carte des circonscriptions législatives en France », sur assemblee-nationale.fr, site de l'Assemblée nationale française (consulté le 10 juin 2007)

- « Résultats électoraux officiels en France »(Archive.org • Wikiwix • Archive.is • Google • Que faire ?), sur interieur.gouv.fr, site du ministère de l'Intérieur (France) (consulté le 13 juin 2007)

- Description et Atlas des circonscriptions électorales de France sur http://www.atlaspol.com, Atlaspol, site de cartographie géopolitique, consulté le 13 juin 2007.